# 金融庁長官
金融庁長官（きんゆうちょうちょうかん、英語: Commissioner of Financial Services Agency）は、日本の金融庁の長。その地位については金融庁設置法第2条（平成11年4月21日法律第32号）に規定がある。金融監督庁時代の職名は金融監督庁長官（きんゆうかんとくちょうちょうかん）。

## 概要
金融庁を統括する一般職（国家公務員法2条3項で特別職となっていない）の国家公務員。
長官は、金融庁の所掌事務を遂行するため必要があると認めるときは、関係行政機関の長に対し、資料の提出、説明その他の必要な協力を求めることができる（金融庁設置法第5条）。

## 歴代長官
| 代                       | 氏名                     | 在任期間                            | 前職                                 | 後職 |
| 金融監督庁長官（総理府） | 金融監督庁長官（総理府） | 金融監督庁長官（総理府）            | 金融監督庁長官（総理府）             | 金融監督庁長官（総理府） |
| ------------------------ | ------------------------ | ----------------------------------- | ------------------------------------ | --- |
| -                        | 日野正晴                 | 1998年6月22日 - 2000年6月30日       | 名古屋高等検察庁検事長(6月19日まで） | - |
| 金融庁長官（総理府）     |                          |                                     |                                      | |
| 1                        | 日野正晴                 | 2000年7月1日 - 2001年1月6日         | 金融監督庁長官                       | 駿河台大学、東北大学、法務省検察官特別任用審査会会長、日本証券業協会、アジア刑政財団、国際民商事法センター、日米法学会、NPO法人証券・金融商品あっせん相談センター。JASDAQ、住商リース、セブン銀行、全国保証、フジタ。                |
| 金融庁長官（内閣府）     |                          |                                     |                                      | |
| 2                        | 森昭治                   | 2001年1月6日 - 2002年7月12日        | 金融再生委員会事務局長               | 住宅金融公庫。 |
| 3                        | 高木祥吉                 | 2002年7月12日 - 2004年7月2日        | 金融庁監督局長、監督部長             | 日本郵政、日本郵政公社、ゆうちょ銀行、アメリカンファミリー生命保険、日本格付研究所。早稲田大学大学院ファイナンス研究科客員教授。 |
| 4                        | 五味廣文                 | 2004年7月2日 - 2007年7月10日        | 金融庁監督局長、検査局長             | 金融庁、ジパング、インフォテリア、SBIホールディングス、西村あさひ法律事務所、リッキービジネスソリューション、プライスウォーターハウスクーパース、ニューバーガー・バーマン、ボストン・コンサルティング・グループ。                    |
| 5                        | 佐藤隆文                 | 2007年7月10日 - 2009年7月14日（退） | 金融庁監督局長、検査局長             | 金融庁、米プロモントリー・フィナンシャル・グループ。一橋大学大学院商学研究科教授。東京証券取引所自主規制法人理事長、国際財務報告基準財団副議長、日本オーケストラ連盟理事長。                                                         |
| 6                        | 三国谷勝範               | 2009年7月14日 - 2011年8月2日        | 金融庁監督局長、総務企画局長         | ニトリホールディングス顧問、オープンハウス顧問。五所川原市市政アドバイザー。東京大学政策ビジョン研究センター教授。預金保険機構理事長。                                                                                               |
| 7                        | 畑中龍太郎               | 2011年8月2日 - 2014年7月4日         | 金融庁監督局長、検査局長             | 三井物産。コロンビア駐箚特命全権大使。電通。 |
| 8                        | 細溝清史                 | 2014年7月4日 - 2015年7月7日         | 金融庁監督局長、検査局長             | 三井物産、セーレン、川崎汽船。公益財団法人金融情報システムセンター理事長。岩田合同法律事務所。日本取引所自主規制法人理事長。 |
| 9                        | 森信親                   | 2015年7月7日 - 2018年7月14日        | 金融庁監督局長、検査局長             | 渥美坂井法律事務所・外国法共同事業顧問。ANAホールディングス顧問、西武ホールディングス顧問、コロンビア大学非常勤教授。 |
| 10                       | 遠藤俊英                 | 2018年7月14日 - 2020年7月20日       | 金融庁検査局長、監督局長             | ソニーシニアアドバイザー、ソニーフィナンシャルグループ代表取締役社長兼最高経営責任者、ソニー銀行取締役、ソニー損害保険取締役、ディーカレット特別顧問、東京海上日動火災保険顧問、富国生命顧問、justInCaseアドバイザリーボードメンバー |
| 11                       | 氷見野良三               | 2020年7月20日 - 2021年7月8日        | 金融国際審議官                       | 日本銀行副総裁 |
| 12                       | 中島淳一                 | 2021年7月8日 - 2023年7月4日         | 金融庁総合政策局長、企画市場局長     | 日本取引所自主規制法人理事長 |
| 13                       | 栗田照久                 | 2023年7月4日 - 2024年7月4日         | 金融庁監督局長、総合政策局長         | |
| 14                       | 井藤英樹                 | 2024年7月5日 - 2025年7月1日         | 金融庁企画市場局長                   | |
| 15                       | 伊藤豊                   | 2025年7月1日 -                      | 金融庁監督局長                       | |

- 大蔵省金融監督庁は2000年7月1日に大蔵省金融庁となったが、中央省庁等改革のための国の行政組織関係法律の整備等に関する法律（平成11年7月16日法律第102号）附則第2条の規定により「従前の金融監督庁の職員である者は、別に辞令を発せられない限り、同一の勤務条件をもって、金融再生委員会に置かれる金融庁の相当の職員となるものとする。」とされた。
- 2000年の中央省庁再編により、総理府の金融再生委員会と大蔵省金融庁が合併し内閣府の外局の金融庁となった。
- 金融庁は、総理府時代は国家行政組織法に基づく外局、内閣府時代は内閣府設置法に基づく外局であり、根拠法が変わっているが、中央省庁再編では、中央省庁等改革のための国の行政組織関係法律の整備等に関する法律（平成11年7月16日法律第102号）附則第3条の規定により、新たな辞令が出されない限り前身省庁から後継省庁に継続して在職することとなっており、当時の長官日野正晴も2001年1月5日の自然退任ではなく、金融担当大臣が創設された翌6日付けの退任（外見上6日まで在任したことが当然の前提とされている）であることから、この表ではその前後で代数をリセットせず通算して表示する。